# Seifū Tsuda
Seifū Tsuda (津田 青楓, Tsuda Seifū), né le 13 septembre 1880 à Kyōto sous le nom Kamejirō Nishikawa (西川 亀治郎, Nishikawa Kamejirō) - mort le 31 août 1978, est un peintre japonais.
Tsuda séjourne à Paris à peu près à la même époque (1907–1911) que son collègue artiste Ishii Hakutei (en). Avec celui-ci et le romancier et peintre Ikuma Arishima, il crée en 1914 l'exposition de peinture l'huile de la Nikakai (ja), concurrente de celle du ministère de l'éducation. Son œuvre la plus célèbre est la peinture à l'huile La victime (犠牲者, giseisha), qui représente la mort de l'écrivain communiste Kobayashi Takiji, torturé à mort en 1933 par la police militaire. Tsuda crée par ailleurs une série de gravures sur bois publiée par Naozo Yamada sous le titre Ko bijutsu.
On ne sait pas si Seifū Tsuda est la même personne que l'artiste Seifū Matsuda, qui publie en 1915 dans la revue d'art Shin Nigao une série de portraits d'acteurs kabuki et qui créé en 1959 les illustrations du livre Kabuki no katsura.